# Spolkový dům ve Skalici
Spolkový dům nebo Rolnický spolkový dům, dnes Kulturní dům, stojí na náměstí ve Skalici. Jednoposchoďová budova zaujme návštěvníky svou barevností a figurální mozaikovou výzdobou průčelí. V budově sídlí Záhorské muzeum.

## Dějiny vzniku domu
Iniciátorem a realizátorem stavby určené pro 3 spolky – Gazdovský spolek, Spolek sv. Vavřince a Katolický kruh ve Skalici – byl místní lékař dr. Pavel Blaho, národovec a milovník slovenského lidového umění. Myšlenkou prezentace kulturní vyspělosti lidu Záhoří chtěl přispět k posilnění národního uvědomení Slováků. Dům projektoval v roce 1904 významný slovenský architekt Dušan Jurkovič.

## Architektonické řešení
Stavební program budovy, která stojí v řadě domů na úzké dlouhé parcele na místě bývalého Katolického domu. Byly v něm spolkové a obchodní místnosti, muzeum, knihovna – čítárna, divadelní dvorana, byt a skladiště. Poloha domu a potřeba splnit různorodé požadavky spolků kladly zvýšené nároky na promyšlené řešení dispozice celku. Logickým důsledkem bylo zasunutí hlavního společenského prostoru (dvorany) do zadního dvorního křídla, jako i diferencované pojetí jednotlivých častí stavby.
Průčelí působí na prvním pohled bohatě a reprezentačně, má však jednoduchý základ. Tvoří ho třídílná kompozice jako odraz tří spolků, které dům stavěly. Vlastnictví jednotlivých častí stavby různým institucím je patrné podle nápisových tabulí, jakož i diferencovaným rytmem okenních os a asymetrickým nasazením průčelního štítu. Výtvarná výzdoba se soustřeďuje do pásu mezi přízemím a prvním poschodím, k římse resp. na plochu štítu a okolo ústředního okna v ose pod ním. Na průčelí se výrazně uplatňuje secesní železná oblouková markýza, zdobená rustikálním srdíčkovým ornamentem. Scelujícím prvkem je čistá základní plocha stěny s jednotnými tvary oken a vstupů, průběžný soklový pás ze zelených kachlů, římsa a zelená krytina střechy.
Figurální výzdoba štítu představuje skupinu, ve které sv. Štěpán, uherský král, žehná slovenské rodině. Je dílem českého malíře Mikuláše Alše.

## Interiér
Z interiéru zaujme především důvtipné řešení divadelní dvorany s jevištěm a balkónem. Pomocí dřevěné sloupové konstrukce vložené uvnitř sálu vytvořil architekt systém roštů podpírajících konstrukci krovu, do kterého ponechal volný průhled. Jako izolaci a zároveň podhledový obklad použil omítnuté korkové desky. Kromě konstrukčního prvku se tu nosný sloup stal i prvkem členícím prostor a díky řezbářské výzdobě i dekorativním článkem. Dovnitř orientované arkýře v horní části dvorany rozptylují světlo pronikající zvenčí velkými okny s výplní ze skleněných tvarovek.
Arkýře, čtvercovým členěním svých ploch, posilňují celkový dojem čistého, jasně artikulovaného prostoru utvářeného geometricky.Lze tu spatřit inspiraci dílem  skotského architekta Mackintoshe a možná i prvky japonské architektury.

## Expozice muzea
Původní prostory na poschodí určené pro muzeum navrhl Dušan Jurkovič jako iluzi dvouprostorového lidového domu se síní a místností (jizbou). Stálá expozice Záhorského muzea se skládá z původní a z nové části. Ve vstupní části jsou znaky záhorských měst a obcí. V národopisné expozici vyniká tzv. Blahova jizba. Její interiér je zachovaný tak jak ho navrhl. Dušan Jurkovič před 100 lety. Malované skříně, police a vyřezávaný malovaný strop vytváří jedinečný celek. Archeologická expozice dokumentuje vývoj osídlení Záhoří od pravěku po období Velkomoravské říše. V expozici starších dějin dominují exponáty ze Skalice. Závěr prohlídky muzejních expozic tvoří galerie Julia Koreszka. Sbírkový fond, orientovaný na společensko-historické obory – archeologii, historii, literární historii, etnologii, dějiny hudební kultury a numizmatiku, obsahuje přes 45 000 předmětů.
Z hlediska stylu představuje stavba Spolkového domu ve Skalici svéráznou variantu regionalizmu. Dílo jako celek reprezentuje jeden z charakteristických středoevropských pokusů o národní styl na bázi secese, jako pokus o „slovenský styl“.

## Použitá literatura
- Bořutová-Debnárová,D.:Dušan Samo Jurkovič. Osobnosť a dielo. Bratislava, Pallas 1993, s. 98-100
- Dulla,M. Moravčíková,H.:Architektúra na Slovensku – stručné dejiny. Bratislava, Slovart 2005, s. 134
- Projekt,6/2005: Sto rokov Spolkového domu v Skalici. s. 61-64
- Záhorské muzeum